# Памятник Карагеоргию
Памятник Карагеоргию — бронзовый памятник в городе Подгорица, Черногория, посвящённый предводителю Первого антитурецкого восстания в Сербии в 1804 году.

## Местоположение
Памятник находится в одноимённом парке в центре Подгорицы позле отеля «Hilton» (ранее отель «Црна Гора»).

## Описание
Скульптура автора Сретена Стояновича представляет собой могучую фигуру Карагеоргия в полный рост с саблей в руке и в национальной одежде. Руководитель сербского восстания смотрит вперед, его облик пронизан сдержанной силой, а сабля, обращенная вниз, соединяет его с пьедесталом памятника и приковывает к черногорской земле.

## История
Памятник лидеру первого сербского восстания был открыт в 1968 году в городском парке между отелем «Црна Гора» и тогдашним графическим институтом. На церемонии выступили актёры Национального театра из Титограда. Они прочитали отрывки из поэмы Петра Негоша «Горный венец» («посвящение праху отца Сербии») и фрагменты стихотворения Филипа Вишнича «Начало восстания против дахиев».
В данный момент жителями города обсуждается актуальность и целесообразность нахождения этого памятника в центре Подгорицы, поскольку Карагеоргий не был никак связан с Черногорией. Черногорцы, подняли первое восстание против турецкого владычества ещё в 1521 году. Когда произошло первое сербское восстание, Черногория была уже состоявшимся национальным государством и имела правовой кодекс и фактическую многовековую независимость.